# Luís Raposo
Luís Raposo (Lisbonne, 21 février 1955) est un archéologue et écrivain portugais.

## Formation
Luis Raposo est diplômé d'Histoire de la Faculté des lettres de l’Université de Lisbonne depuis 1977. Archéologue depuis 1980, il est spécialiste du Paléolithique. Boursier de la Fondation Calouste-Gulbenkian, celle-ci lui permet de mener des travaux de recherche complémentaires à son doctorat, entre le 1er janvier 1994 et le 30 octobre 1995. Il est ensuite directeur du Musée national d'archéologie à Lisbonne entre 1996 et 2012. En 2013, il participe à la Conférence triennale de l'ICOM qui se tient à Rio de Janeiro.
Après sa formation et pendant environ deux ans, Luís Raposo a fait plusieurs stages de travail de terrain dans des fouilles archéologiques au Portugal et en France. Parmi eux se démarquent la campagne d'enquête sur les gravures du complexe « Sites d'art rupestre de la vallée du Tage » (1971 et années suivantes) et les fouilles de la grotte La Tessonière (Jura, France), sous la direction de René Desbrosse, du CNRS ayant exercé pour la première fois les fonctions de codirection des travaux archéologiques sur le terrain (1977) .

## Performance professionnelle
Président du conseil d'administration de l'Association professionnelle des archéologues du Portugal entre 1998 et 2000, il y siège ensuite en tant que membre du conseil de l'assemblée générale entre 2000 et 2010. Entre 2010 et 2012, il occupe le siège de président du conseil de surveillance. En même temps que ces fonctions, il est professeur invité à la faculté des arts de l'Université de Lisbonne entre 2005 et 2014. Membre du Conseil consultatif de la Commission nationale portugaise de l'UNESCO , il est chargé de la création de musées d'archéologie locaux et régionaux au Portugal.

## Déontologie
Luís Raposo a toujours prôné « une société dans laquelle l'État est fort », une société qui assure « la redistribution des richesses et met en œuvre des politiques sociales avancées ». Selon lui, « cela ne peut se faire qu'avec l'implication de la société et qu'elle trouve dans le mouvement associatif l'une des meilleures formes de son expression, notamment dans les domaines de spécialité .

## Mission européenne
Critique envers les politiques culturelles des derniers gouvernements (de José Sócrates et de Pedro Passos Coelho), Luís Raposo a été licencié en 2012 de la direction du Musée national d'archéologie par Pedro Passos Coelho. Il se présente alors à la direction européenne de l'ICOM (Conseil international des musées). Créé en 1946, l'ICOM est une organisation non gouvernementale qui « entretient des relations formelles avec l'Organisation des Nations unies pour l'éducation, la science et la culture (UNESCO) et a le statut consultatif auprès du Conseil économique et social des Nations unies ». Ainsi, Luís Raposo « dirigera la plus grande organisation muséale internationale, après avoir remporté le vote pour le coordinateur du réseau des musées en France ». 
Il est élu avec 15 voix contre 5 pour son rival, Bernard Blache, directeur de l'ICOM-France. Celui-ci était le coordinateur du réseau français des musées. Il s'occupait avec le  "développement de la culture scientifique, technique et culturelle", s'intéressant principalement aux conférences avec le public des musées, à partir de son experience au Palais des découvertes,. Et Luís Raposo annonce : « c'est avec un immense plaisir [...] que j'ai été élu pour un second mandat à la présidence d'ICOM-Europe ». Le vote a eu lieu dans le cadre des activités parallèles de la Conférence triennale mondiale de l'ICOM, qui a lieu à Milan, en Italie.
L'ICOM, la plus grande organisation internationale de musées et de professionnels des musées, s'occupe de la préservation et de la diffusion du patrimoine naturel et culturel du monde, « le présent et l'avenir, matériel et immatériel ». Il est actuellement composé de 119 commissions nationales, 30 commissions spécialisées et cinq commissions régionales, dont l'ICOM Europe.

## Production scientifique
- Alertes contre les risques qui menacent le patrimoine archéologique du Portugal, tels que les Sites d'art rupestre préhistorique de la vallée de Côa [10]
- Auteur de l'étude / expérience Une certaine façon de célébrer Fernão Lopes, dans Escola Democrática (magazine de la Direction générale de l'éducation de base), nº 33-34, p. 21-25, Lisbonne, 1980.
- Co-auteur du livre intitulé Um modelo sintagmático e transformacional do português contemporâneo (Un modèle syntagmatique et transformationnel du portugais contemporain), Lisbonne, Didáctica Editora, 1982.
- Armando Coelho Ferreira da Silva, Luis Raposo et Carlos Tavares da Silva, Pré-historia de Portugal, Lisboa, Univ. Aberta, 1993.
- Isabel Silva et Luis Raposo, Vitra vitri : vieux verre au Portugal: exposition, Lisbonne, Musée national d'archéologie, 11 novembre 2009 - 30 avril 2010, Braga, Musée D. Diogo de Sousa, 19 juin 2010 - 19 juin 2011, Portugal, 2009.
- Alice Borges Gago, Carla Martinho et Luis Raposo, Manuel Heleno : fotobiografia, Lisboa : Imprensa Nacional - Casa da Moeda : Museu National de Arqueologia, 2013.
- Auteur de l'étude "The Middle-Upper Palaeolithic transition in Portugal", in  “Neanderthals on the edge: 150th anniversary conference of the Forbes Quarry discovery, Gibraltar”, pp. 95-109, Oxbow Books: Oxford[11].
- Co-rédacteur (avec N. Moloney et M. Santonja) du volume "Non-flint stone tools and the Palaeolithic Occupation of the Iberian Peninsula", B.A.R. - International Series, nº 649, ed. Tempus Reperatum, Oxford [12]

## Prix et distinctions
- Mention honorable du Prix national de l'environnement institué par la Confédération portugaise des associations de défense de l'environnement (CPADA), 2010[13].
- Titre honorifique Amicus Romaniae, décerné par le Centre culturel roumain au Portugal, 25 février 2010[14].